# Embryonic Anomaly
Embryonic Anomaly — дебютний студійний альбом американського дезкор гурту Rings of Saturn. В ролі продюсера виступив Боб Свенсон, альбом був записаний на Mayhemness Studios яка знаходиться в місті Сакраменто, Каліфорнія. Альбом було випущено самостійно 15 травня 2010 року. Через чотири місяці після релізу, гурт підписав контракт з Unique Leader Records.

## Інформація
Embryonic Anomaly був перевипущений 1 березня 2011 року.
На відміну від другого альбому Dingir, Embryonic Anomaly був записаний з оригінальним складом з трьох учасників, вік яких був від 16 до 18 років, альбом записувався коли всі учасники ще ходили в старшу школу.

## Композиції
| #     | Назва                           | Тривалість |
| ----- | ------------------------------- | ---------- |
| 1.    | «Invasion»                      | 4:07       |
| 2.    | «Seized and Devoured»           | 4:03       |
| 3.    | «Abducted»                      | 4:07       |
| 4.    | «Final Abhorrent Dream»         | 5:03       |
| 5.    | «Corpses Thrown Across the Sky» | 4:04       |
| 6.    | «Embryonic Anomaly»             | 3:25       |
| 7.    | «Annihilating the Pure»         | 4:53       |
| 8.    | «Grinding of Internal Organs»   | 4:28       |
| 9.    | «End of Humanity»               | 0:57       |
| 35:07 |                                 |            |

## Учасники запису
Rings of Saturn
- Пітер Полак — вокал
- Лукас Менн — гітара, бас-гітара, клавішні
- Брент Сілетто — ударні

Інші
- Боб Свенсон — продюсер
- Тоні Коел — обкладинка